# Grote kuifstern
De grote kuifstern of geelsnavelstern (Thalasseus bergii) is een zeevogel uit de familie van de meeuwen (Laridae) en de geslachtengroep sterns (Sternini). De soort is circa 46 cm groot met een groenig gele snavel, een zwarte kuif en een witte neus. De vogel komt in kleine groepen voor langs de kustgebieden rond de Indische Oceaan en Australië. Hij broedt op rotsen langs de kust, vaak in gezelschap van meeuwen, bijvoorbeeld de Hartlaubs meeuw. Deze vogel is genoemd naar de Duitse natuuronderzoeker Carl Heinrich Bergius (1790-1818) die het eerste exemplaar van deze vogel had verzameld.

## Herkenning
De grote kuifstern is 44 tot 48 cm lang en heeft een spanwijdte van 109 cm. Het is de op een na grootste stern, want hij is kleiner dan de reuzenstern (48–56 cm lang, spanwijdte 135 cm).
De grote kuifstern behoort binnen de groep van de sterns tot een geslacht Thalasseus waartoe ook de grote stern behoort, maar niet de reuzenstern (Hydroprogne caspia) hoewel hij van datzelfde formaat is. Kenmerkend zijn de zwarte kuif op het achterhoofd in combinatie met het formaat, lange, slanke strogele snavel en zwarte poten.

## Verspreiding en leefgebied
Binnen het grote verspreidingsgebied worden vier ondersoorten onderscheiden:
- T. b. bergii: Kust van Namibië tot Mozambique
- T. b. thalassinus: Kust van Oost-Afrika en eilanden zoals Madagaskar
- T. b. velox: Rode Zee, Noordwest-Somalië tot aan Myanmar en West-Sumatra
- T. b. cristatus: van Oost-China tot Noord-Australië, Riukiu-eilanden en Tuamotu-eilanden

De grote kuifstern leeft op volle zee, langs kusten, bij riviermondingen en in ondiepe baaien. Deze stern houdt zich ook op bij brak water en trekt soms landinwaarts langs grote rivieren.

## Status
De grote kuifstern heeft een enorm groot verspreidingsgebied en daardoor alleen al is de kans op de status kwetsbaar (voor uitsterven) uiterst gering. De grootte van de populatie wordt geschat op 150.000 tot 1,1 miljoen individuen. Hoewel er een aantal bedreigingen zijn voor zeevogels zoals de langelijnvisserij en toenemende verstoring op stranden is er geen aanleiding te veronderstellen dat de grote kuifstern in aantal achteruit gaat. Om deze redenen staat deze stern als niet bedreigd op de Rode Lijst van de IUCN.

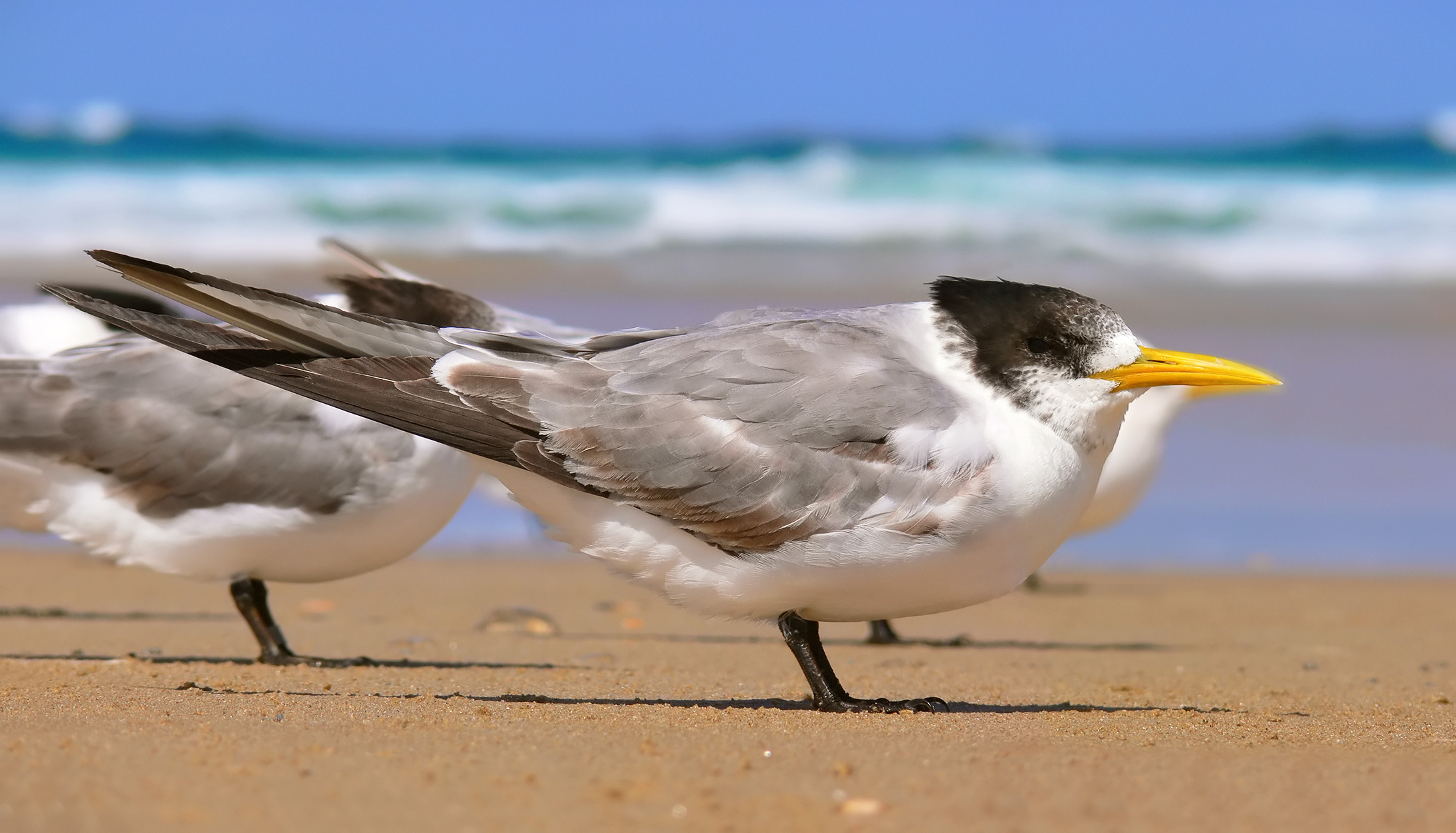
Jonge vogel (eerste kalenderjaar)
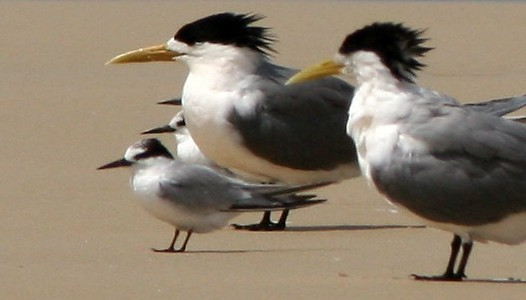
Grote kuifstern naast dwergstern